# Монсеньор-Паулу
Монсеньор-Паулу (порт. Monsenhor Paulo) — муниципалитет в Бразилии, входит в штат Минас-Жерайс. Составная часть мезорегиона Юг и юго-запад штата Минас-Жерайс. Входит в экономико-статистический микрорегион Варжинья. Население составляет 8425 человек на 2007 год. Занимает площадь 216,460 км². Плотность населения — 38,9 чел./км².
Праздник города — 8 декабря.

## История
Город основан 8 декабря 1948 года. 

## Статистика
- Валовой внутренний продукт на 2004 год составляет 51 683 000,00 реалов (данные: Бразильский институт географии и статистики).
- Валовой внутренний продукт на душу населения на 2004 год составляет 6539,12 реалов (данные: Бразильский институт географии и статистики).
- Индекс развития человеческого потенциала на 2000 год составляет 0,764 (данные: Программа развития ООН).

## География
Климат местности: горный тропический. В соответствии с классификацией Кёппена, климат относится к категории Cwb.